# Загайнова, Елена Вадимовна
Еле́на Вади́мовна Зага́йнова (род. 24 мая 1971) — российский биомедик, ректор Нижегородского государственного университета с 2020 по 2023 годы. Профессор РАН, член-корреспондент РАН (2019). Основатель и первый директор (до 2019 года) НИИ экспериментальной онкологии и биомедицинских технологий Приволжского исследовательского медицинского университета.
Специалист в области экспериментальной и клинической онкологии и регенеративной медицины. Имеет более 2500 цитирований своих работ, опубликованных в реферируемых журналах. Индекс Хирша — 28.

## Биография
В 1995 году окончила Нижегородскую государственную медицинскую академию по специальности «педиатрия». В 1998 году защитила кандидатскую диссертацию, а в 2007 году — диссертацию на степень доктора медицинских наук по теме «Диагностическая ценность оптической когерентной томографии в эндоскопии».
В 2013 под её руководством в НижГМА создан НИИ биомедицинских технологий (в 2018 году переименован в НИИ экспериментальной онкологии и биомедицинских технологий), директором которого она являлась до 2020 года.
В 2016 году избрана профессором РАН.
В 2017 году вошла в состав Совета по науке при Министерстве образования и науки РФ.
В ноябре 2019 года избрана членом-корреспондентом РАН.
14 января 2020 года была назначена на пост врио ректора ННГУ имени Н. И. Лобачевского. 6 апреля 2020 года окончательно утверждена в этой должности.
1 марта 2023 года была снята с должности ректора ННГУ приказом министра науки и высшего образования В.Н. Фалькова. 
После ухода из Нижегородского университета Загайнова перешла в ФНКЦ ФХМ им. Ю. М. Лопухина. В этом центре она занимает должность заместителя директора по развитию.

## Научные достижения
Является специалистом в области биомедицины и биофотоники. Ею на основе метода оптической когерентной томографии разработаны методы диагностики раннего рака толстой кишки, мочевого пузыря и пищевода. Метод позволяет определять границы опухолей при хирургическом лечении, а также визуализировать в процессе проведения операций сосудисто-нервный пучок и микроциркуляцию в опухоли.
Для лечения злокачественных новообразований под руководством Е. В. Загайновой разработан метод локальной лазерной гипертермии при использовании плазмонно-резонансных наночастиц.
В группе Е. В. Загайновой разработан метод in vivo оценки фармакокинетики и фармакодинамики инновационных фотосенсибилизаторов с применением флюоресцентного биоимиджинга. В ходе исследований показано, что мезенхимные стволовые клетки способны ингибировать рост первичной опухоли и метастазов. Разработан метод фотодинамической терапии опухолей с применением фотосенсибилизатора Killer Red.

## Санкции
6 марта 2022 года после вторжения России на Украину подписала письмо в поддержу российской агрессии. С 9 июня 2022 года находится под персональными санкциями Украины за поддержку войны. Также была внесена ФБК в список коррупционеров и разжигателей войны за поддержку нападения на Украину, 16 марта 2022 года форумом свободной России внесена в санкционный «Список Путина» и доклад «поджигателей войны» с предложением введения против неё международных санкций.